# B-15 A

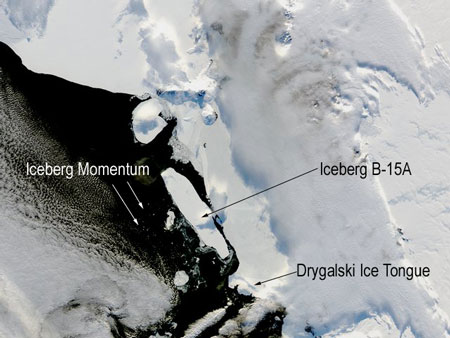
Eisberg B-15 A, Januar 2005

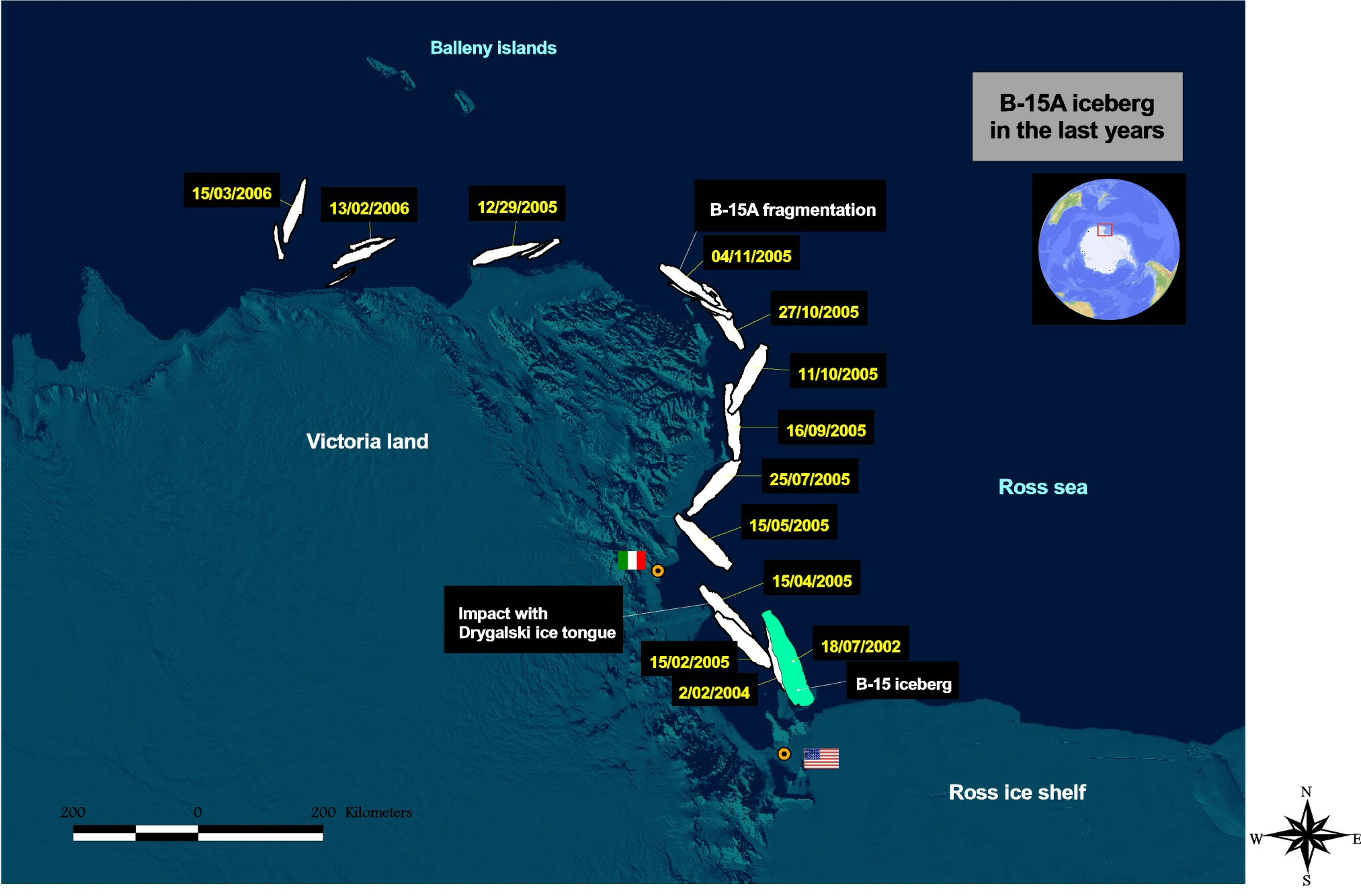
Positionen des Eisbergs B-15 A bis März 2006

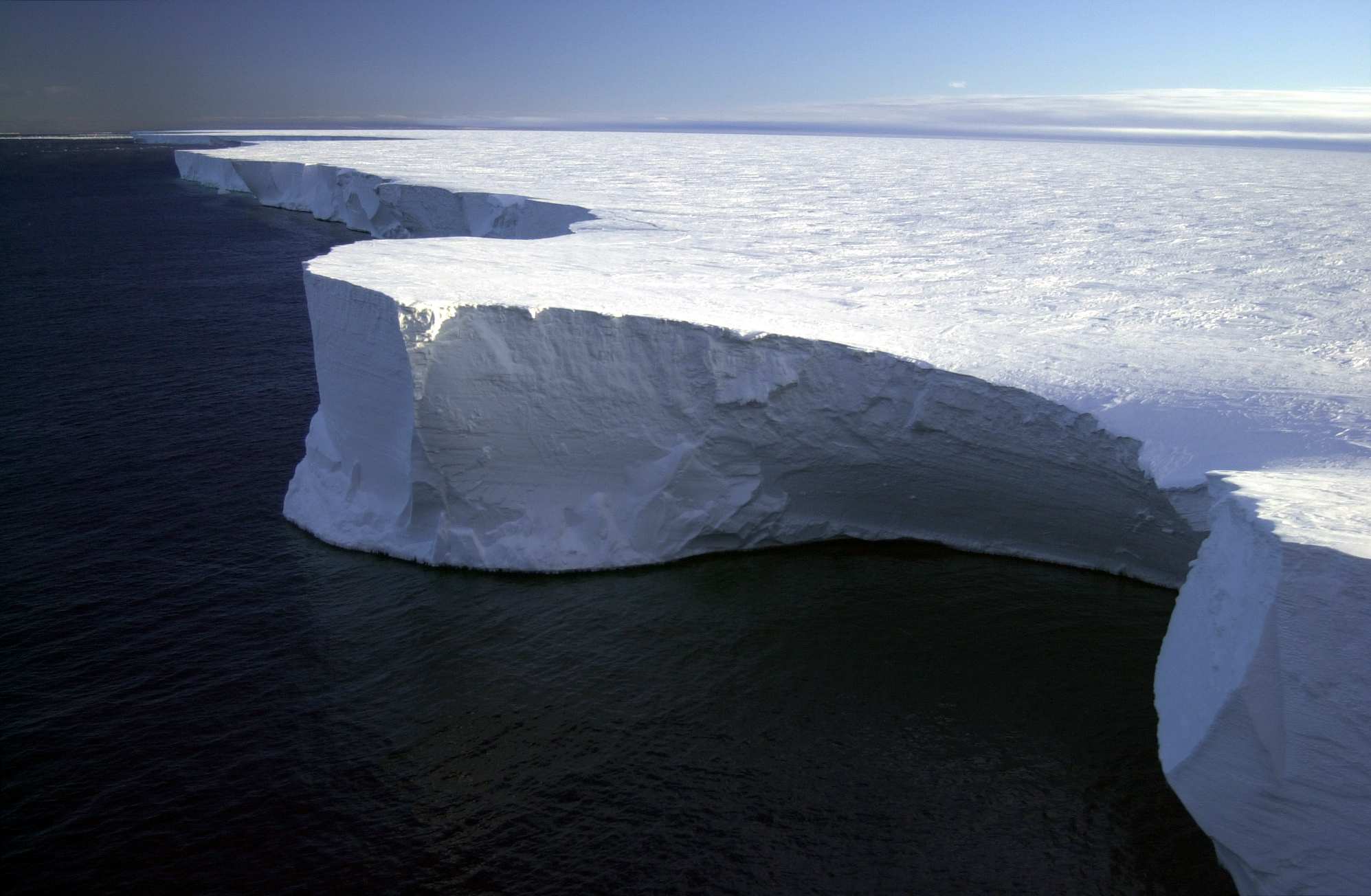
B-15 A, August 2006

Der Eisberg B-15 A in der Antarktis entstand aus dem über 11.000 Quadratkilometer großen Eisberg B-15, als dieser im Verlauf der Jahre 2000, 2002 und 2003 in mehrere Stücke zerbrach. Das größte verbleibende Stück hatte eine Größe von 6.400 Quadratkilometern und erhielt den Namen B-15 A.
Die Bezeichnung ergibt sich aus dem Ort, an dem der Eisberg zuerst gesichtet wurde: Das B steht für 90° bis 180° westliche Länge (Amundsen-See, östliches Rossmeer), das C für 90° bis 180° östliche Länge (westliches Rossmeer, Wilkesland).
B-15 A war 2005 etwa 3.000 Quadratkilometer groß und etwa 140 Kilometer lang und galt als das größte freischwimmende Objekt auf dem Weltmeer.
Bei einer Kollision mit der Drygalski-Eiszunge wurde diese fünf Kilometer kürzer, der abgebrochene Berg heißt nun C-16.